# قازان لو (شاهین‌دژ)
قازان‌لو روستایی از دهستان کشاورز، بخش کشاورز، شهرستان شاهین‌دژ، استان آذربایجان غربی در شمال غرب شاهین دژ قرار دارد. جمعیت این روستا در سال ۱۳۸۵، برابر با ۸۴۸ نفر و ۱۷۷ خانوار بوده‌است